# Vencsou
Vencsou (kínaiul: 温州) prefektúra szintű nagyváros Kínában, Csöcsiang tartományban, a Kelet-kínai-tenger partjától kb. 30 km-re.
A tartomány déli részének gazdasági és kulturális központja. A városhatárokon belül kb. 3 millió, az agglomerációs övezetben 9,1 millió fő élt 2010-ben.

## Népesség
A település népességének változása:
| Lakosok száma | 9 122 102 | 4 310 000 | 9 572 903 |
|               | 2010      | 2016      | 2020      |

## Közlekedés

### Helyi közlekedés
A városban metró/elővárosi vasút is működik.

## Fordítás
- Ez a szócikk részben vagy egészben  a   Wenzhou című angol Wikipédia-szócikk fordításán alapul.  Az eredeti cikk szerkesztőit annak laptörténete sorolja fel. Ez a jelzés csupán a megfogalmazás eredetét és a szerzői jogokat jelzi, nem szolgál a cikkben szereplő információk forrásmegjelöléseként.